# Valdemar Jordan
Valdemar Erik Jordan, född 15 juni 1925 i Karlskoga, död 18 februari 2004 i Göteborg, var en svensk målare och grafiker.
Jordan studerade vid Slöjdföreningens skola 1948-1951. Han fick 1950 ett stipendium från skolan och under 1950 studerade han i Frankrike och Italien. Han studerade vid Valands målarskola i Göteborg 1951-1955. Separat har han ställt ut i Linköping, Karlskoga, Örebro och på Galerie Æsthetica. Man har medverkat i samlingsutställningarna Karlskogakonstnärernas höstsalong, föreningen Graphicas utställning Ung grafik i Lund. 
Bland hans offentliga arbeten märks utsmyckningen av Ytterby centralskola. Han tilldelades Adlerbetska stipendiet 1955.
Hans konst består av landskap, gatumotiv, figurer, stilleben och färgträsnitt. 
Jordan är representerad med ett blad i Valandsportföljen 1956 samt i Karlskoga konstförenings permanenta samling, Nationalmuseum, Örebro läns museum, Göteborgs konstmuseum, Stockholm och Göteborg stads samlingar.